# Верхняя Шарда
Верхняя Шарда — река в Пинежском районе Архангельской области России. Приток реки Пинеги.
Длина — 68 км, площадь водосборного бассейна — 599 км².
Начинается в лесу в урочище Талица. Протекает преимущественно в северном направлении по территории восточного края Пинежского района. Впадает в Пинегу напротив деревни Еркино на высоте 38 метров над уровнем моря.
Ширина реки в среднем и нижнем течении — около 15 м, глубина — 0,5 м, скорость течения — 0,4 м/с, дно песчаное, уклон реки — 0,54 м/км.
В Верхнюю Шарду впадают реки Левьева, Унола, Палов, Вальдев, Северная, Пашева и Прелая.

## Данные водного реестра
По данным государственного водного реестра России и геоинформационной системы водохозяйственного районирования территории РФ, подготовленной Федеральным агентством водных ресурсов:
- Бассейновый округ — Двинско-Печорский
- Речной бассейн — Северная Двина
- Речной подбассейн — Северная Двина ниже места слияния рек Вычегды и Малой Северной Двины
- Водохозяйственный участок — Пинега
- Код водного объекта — 03020300312103000037453